# Itaú
Itaú är en kommun i Brasilien.   Den ligger i delstaten Rio Grande do Norte, i den östra delen av landet, 1 600 km nordost om huvudstaden Brasília. Antalet invånare är 5 568.
Omgivningarna runt Itaú är huvudsakligen savann. Runt Itaú är det ganska glesbefolkat, med 22 invånare per kvadratkilometer.